# Hexatoma (Eriocera) badia
Hexatoma (Eriocera) badia is een tweevleugelige uit de familie steltmuggen (Limoniidae). De soort komt voor in het Oriëntaals gebied.